# Henri Heeren
Henri Heeren (Heerlen, 25 oktober 1974) is een Nederlands voormalig profvoetballer die als verdediger speelde. In 2009 werd zijn contract bij Fortuna Düsseldorf niet verlengd en ging hij bij de amateurs van Laura Hopel Combinatie spelen.

## Statistieken
| Seizoen        | Club                  | Land      | Competitie                | Wed. | Goals |
| -------------- | --------------------- | --------- | ------------------------- | ---- | ----- |
| 1995/96        | Roda JC               | Nederland | Eredivisie                | 11   | 0     |
| 1996/97        | Roda JC               | Nederland | Eredivisie                | 5    | 0     |
| 1997/98        | Alemannia Aachen      | Duitsland | Regionalliga West-Südwest | 34   | 3     |
| 1998/99        | Alemannia Aachen      | Duitsland | Regionalliga West-Südwest | 30   | 6     |
| 1999/00        | Alemannia Aachen      | Duitsland | 2. Bundesliga             | 30   | 5     |
| 2000/01        | Alemannia Aachen      | Duitsland | 2. Bundesliga             | 22   | 2     |
| 2001/02        | Alemannia Aachen      | Duitsland | 2. Bundesliga             | 26   | 2     |
| 2002/03        | Alemannia Aachen      | Duitsland | 2. Bundesliga             | 24   | 1     |
| 2003/04        | 1.FC Saarbrücken      | Duitsland | Regionalliga Süd          | 28   | 3     |
| 2004/05        | 1.FC Saarbrücken      | Duitsland | 2. Bundesliga             | 16   | 0     |
| 2005/06        | Fortuna Düsseldorf    | Duitsland | Regionalliga Nord         | 23   | 3     |
| 2006/07        | Fortuna Düsseldorf    | Duitsland | Regionalliga Nord         | 29   | 2     |
| 2007/08        | Fortuna Düsseldorf    | Duitsland | Regionalliga Nord         | 15   | 0     |
| 2008/09        | Fortuna Düsseldorf    | Duitsland | 3. Liga                   | 1    | 0     |
| 2008/09        | Fortuna Düsseldorf II | Duitsland | NRW-Liga                  | 9    | 4     |
| Totaal         | Totaal                | Totaal    | Totaal                    | 235  | 21    |
| Bijgewerkt tot | 27 maart 2009         |           |                           |      |       |